# Thomas M. Anderson
El General Thomas McArthur Anderson fue un oficial de carrera del ejército estadounidense, que participó en la Guerra Hispano-Estadounidense y en la Guerra Filipino-Estadounidense.

## Primeros años
Nacido en Chillicothe, Ohio, estudia en la Escuela de Derecho de Cincinnati. Al estallar la Guerra Civil, se alista como voluntario al ejército. Poco tiempo después, gracias a las influencias de su tío, el General Robert Anderson, es ascendido a Teniente Segundo del 5.º de Caballería de Estados Unidos. Pronto es ascendido a capitán, sirviendo durante la Guerra Civil en el 12.º de Infantería. Tras la guerra, permaneció en el ejército, alcanzando el grado de coronel.

## Filipinas
El 4 de mayo de 1898, durante la Guerra Hispano-Estadounidense, es ascendido temporalmente al rango de General de Brigada, saliendo de San Francisco con sus tropas el día 25, con la misión de comandar la vanguardia de VIII Cuerpo del Ejército, del General Wesley Merritt en Filipinas. Las tropas llegan a Cavite el 1 de junio y sitian Manila
Anderson dirigió una división de 8.500 hombres contra los españoles, desconocedor de que el Almirante Dewey y el General Merritt habían llegado a un acuerdo con el comandante español de Manila, Fermín Jáudenes y Álvarez, de rendir las tropas tan pronto como se iniciase el combate, quien dejó la ciudad en manos estadounidenses, en vez de dejar que cayera en manos de los insurrectos del filipino Emilio Aguinaldo.
Anderson permaneció en Filipinas para luchar contra los independentistas filipinos en la Guerra Filipino-Estadounidense hasta que fue relevado por el General Henry W. Lawton en 1899. 

## Retiro
El 31 de marzo de 1899 es promovido definitivamente a General de Brigada, retirándose el 21 de enero del año siguiente, para irse a vivir al estado de Washington, hasta su muerte el 8 de mayo de 1917 en Portland, Oregón. Fue enterrado en la Sección 3 del Cementerio Nacional de Arlington, junto a su hija, Minnie Anderson Allen, muerta el 25 de octubre de 1904 y su hijo Thomas McArthur Anderson, Jr., Coronel del Ejército de los Estados Unidos, fallecido en 1936. 